# Marin de la Vallée
Pour les articles homonymes, voir de la Vallée.

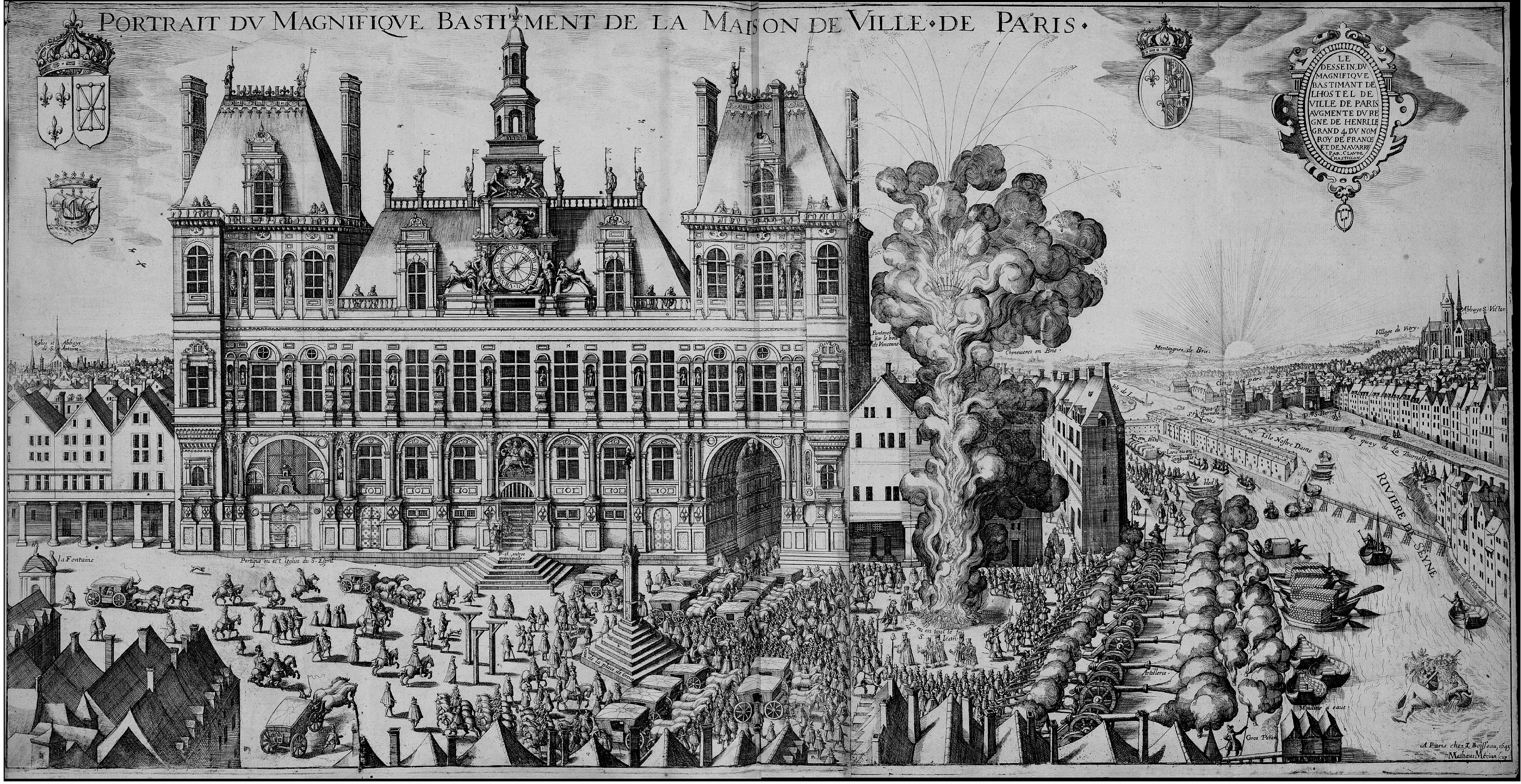
L'hôtel de ville de Paris, œuvre principale de Marin de la Vallée.

Marin de la Vallée, bourgeois de Paris, « juré du Roy en l'office de massonnerye », « architecte des bastiments de la Royne mère », né vers 1560 à Paris, mort à Paris en mai 1655 est un architecte (maître-maçon) français.
Son père Jean II de la Vallée et son grand-père Jean I également parisiens étaient déjà maîtres-maçons à Paris.
Marin de la Vallée a épousé à Paris en 1591 Jeanne Morissaut, morte en 1646 fille de Pierre Morissaut et d'Olive Sollé.

## Sa postérité
Marin de la Vallée est rétrospectivement plus connu grâce au renom international de sa descendance qui s'établit en Suède comme architectes du roi.
On cite huit enfants qui ont atteint l’âge adulte, quatre fils et quatre filles :
- Marin de la Vallée (le jeune). Après des études de théologie il devint « prebstre bachelier de la faculté de théologie » et curé de Pathay.
- Un fils, lui aussi architecte et maître maçon à Paris.
- Un fils, maître maçon à Paris. Aucun d'eux n'atteint la renommée dans leur art.
- Magdelaine de la Vallée, épousa en 1626 Jacques Penicher, maître apothicaire et bourgeois de Paris.
- Anne de la Vallée, épousa en 1633 Jean Beguin, marchand drapier et bourgeois de Paris.
- Jeanne de la Vallée, épousa en 1632 Claude Boutin, maître jardinier, « gouverneur des jardins à plantes au dict palais ».
- Marie de la Vallée, épousa en 1620 le maître tapissier Morisse De Corps.
- Simon de la Vallée, qui devint un architecte réputé en Suède et créa l'école d'architecture suédoise.

## Son œuvre
Marin de la Vallée est d'abord cité dans divers travaux entrepris par la ville de Paris comme expert :
- pour les travaux de démolitions destinés à l'agrandissement de l'Hôtel de Ville
- pour les travaux de restauration des ponts.

En 1624 le marché de construction du palais du Luxembourg est retiré à Salomon de Brosse. Le Conseil de la reine mère rétrocède à Marin de la Vallée le marché pour la fin de la construction du palais le 26 mars 1624. Il intervient comme maître maçon pour réaliser l'aile nord-est suivant les plans de Salomon de Brosse Ces travaux sont probablement terminés au printemps 1626. Il signe le 1er avril 1626 un marché pour la construction du Petit Luxembourg et un mur séparant le jardin de la reine du parc. En juin 1626 il signe un second marché pour l'achèvement de la cour du palais avec le pavage de la terrasse et sa balustrade.
Parmi ses constructions personnelles on relève :
- le château de Lasserre, situé près de Nérac (Lot-et-Garonne), entre 1595 et 1597. Ce château porte l'inscription : « M. DE LAVALLEE Me MASSON A PARIS. MA FAICTE. 1596 ».
- la reconstruction et l'agrandissement de l'Hôtel de ville de Paris achevé en 1625. Ce fut là son œuvre principale. Dans la partie intérieure du portail de l'aile Nord on pouvait lire l'inscription suivante : « Marin de la Vallée, architecte parisien a entrepris l'année 1606 ce grand édifice, resté longtemps inachevé et imparfait et l'a heureusement terminé l'an du salut 1628[3] ».
- avec Jean Thiriot il est intervenu sur la construction des communs du palais Cardinal du cardinal de Richelieu.
- Il exécuta aussi des œuvres provisoires : arcs de triomphe, portiques, temples pour l'entrée triomphale à Paris de Marie de Médicis ainsi que son couronnement.